# Elecciones provinciales de San Luis de 2007
El 9 de agosto de 2007 se realizaron elecciones para elegir Gobernador, vicegobernador, 5 senadores provinciales y 21 diputados provinciales.
El resultado estableció que el gobernador Alberto Rodríguez Saá, fuera reelecto gobernador de la provincia con un 86.26% de los votos.
El Partido de la Gente había inscripto la fórmula Sergio Di Genaro y Napoleón Olguín, pero el primero de ellos anunció el 15 de agosto su decisión de bajarse de la candidatura y llamó a la abstención al electorado.

## Renovación Legislativa
| Departamento       | Cámara de Diputados | Cámara de Diputados | Cámara de Senadores | Cámara de Senadores |
| Departamento       | Diputados           | A renovar           | Senadores           | A renovar           |
| ------------------ | ------------------- | ------------------- | ------------------- | ------------------- |
| Ayacucho           | 4                   | 4                   | 1                   | —                   |
| Belgrano           | 3                   | —                   | 1                   | —                   |
| Chacabuco          | 4                   | 4                   | 1                   | 1                   |
| Coronel Pringles   | 3                   | —                   | 1                   | 1                   |
| General Pedernera  | 10                  | 10                  | 1                   | —                   |
| General San Martín | 3                   | 3                   | 1                   | —                   |
| Gobernador Dupuy   | 3                   | —                   | 1                   | 1                   |
| Junín              | 3                   | —                   | 1                   | 1                   |
| La Capital         | 10                  | —                   | 1                   | 1                   |
| Total              | 43                  | 21                  | 9                   | 5                   |

## Resultados

### Enmienda constitucional
Consulta Popular vinculante para reformar la Constitución provincial para eliminar la reelección indefinida de gobernador y vicegobernador. La opción "Sí" alcanzó 73% mientras que el "No" logró 27%.

### Gobernador y vicegobernador
| Fórmula               | Fórmula               | Partido               | Partido                                       | Votos   | %     |
| Gobernador            | Vicegobernador        | Partido               | Partido                                       | Votos   | %     |
| --------------------- | --------------------- | --------------------- | --------------------------------------------- | ------- | ----- |
| Alberto Rodríguez Saá | Jorge Luis Pellegrini |                       | Frente Justicialista                          | 134.110 | 86,26 |
| Roque Palma           | Alfredo Dolorini      |                       | Partido Socialista                            | 15.189  | 9,77  |
| Daniel Walsamakis     | Graciela Castro       |                       | Movimiento por la Dignidad y la Independencia | 6.177   | 3,97  |
| Votos positivos       | Votos positivos       | Votos positivos       | Votos positivos                               | 155.476 | 79,14 |
| Votos en blanco       | Votos en blanco       | Votos en blanco       | Votos en blanco                               | 40.979  | 20,86 |
| Participación         | Participación         | Participación         | Participación                                 | 196.455 | 68,31 |
| Electores registrados | Electores registrados | Electores registrados | Electores registrados                         | 287.603 | 100   |
| Fuente:               |                       |                       |                                               |         |       |

### Cámara de Diputados
| ← 2005 · Cámara de Diputados · 2009 → | ← 2005 · Cámara de Diputados · 2009 →         | ← 2005 · Cámara de Diputados · 2009 → | ← 2005 · Cámara de Diputados · 2009 → | ← 2005 · Cámara de Diputados · 2009 → |
| Partido                               | Partido                                       | Votos                                 | %                                     | Bancas                                |
| ------------------------------------- | --------------------------------------------- | ------------------------------------- | ------------------------------------- | ------------------------------------- |
|                                       | Frente Justicialista                          | 29.895                                | 41,99                                 | 12/21                                 |
|                                       | Frente Juntos por San Luis                    | 16.035                                | 22,52                                 | 4/21                                  |
|                                       | Partido Unión y Libertad                      | 8.392                                 | 11,79                                 | 2/21                                  |
|                                       | Alianza Concertación Juntos para la Victoria  | 4.392                                 | 6,17                                  | 1/21                                  |
|                                       | Movimiento Popular Malvinense                 | 4.335                                 | 6,09                                  | 1/21                                  |
|                                       | Movimiento de Acción Vecinal                  | 2.924                                 | 4,11                                  |                                       |
|                                       | Nueva Integración                             | 1.414                                 | 1,99                                  |                                       |
|                                       | Nueva Fuerza                                  | 1.382                                 | 1,94                                  | 1/21                                  |
|                                       | Partido Socialista                            | 1.228                                 | 1,73                                  |                                       |
|                                       | Movimiento por la Dignidad y la Independencia | 1.190                                 | 1,67                                  |                                       |
|                                       | Partido de la Victoria                        | 1                                     | 0,00                                  |                                       |
| Votos positivos                       | Votos positivos                               | 71.188                                | 87,83                                 |                                       |
| Votos en blanco                       | Votos en blanco                               | 8.164                                 | 10,07                                 |                                       |
| Votos nulos                           | Votos nulos                                   | 1.698                                 | 2,10                                  |                                       |
| Participación                         | Participación                                 | 81.050                                | 69,72                                 |                                       |
| Electores registrados                 | Electores registrados                         | 116.259                               | 100                                   |                                       |
| Fuente:                               |                                               |                                       |                                       |                                       |

#### Resultados por departamentos
| Ayacucho 4 Diputados           | Ayacucho 4 Diputados                          | Ayacucho 4 Diputados | Ayacucho 4 Diputados | Ayacucho 4 Diputados | Ayacucho 4 Diputados                                                                         |
| Partido                        | Partido                                       | Votos                | %                    | Bancas               | Electos                                                                                      |
| ------------------------------ | --------------------------------------------- | -------------------- | -------------------- | -------------------- | -------------------------------------------------------------------------------------------- |
|                                | Frente Justicialista                          | 6.760                | 76,67                | 3/4                  | - Víctor Hugo Alcaraz - Demetrio Augusto Alume - Patricia Norma Gatica                       |
|                                | Frente Juntos por San Luis                    | 2.057                | 23,33                | 1/4                  | - Héctor Antonio Casal                                                                       |
| Votos positivos                | Votos positivos                               | 8.817                | 86,03                |                      |                                                                                              |
| Votos en blanco                | Votos en blanco                               | 1                    | 0,01                 |                      |                                                                                              |
| Votos nulos                    | Votos nulos                                   | 1.431                | 13,96                |                      |                                                                                              |
| Participación                  | Participación                                 | 10.249               | 71,52                |                      |                                                                                              |
| Electores registrados          | Electores registrados                         | 14.331               | 100                  |                      |                                                                                              |
| Chacabuco 4 Diputados          |                                               |                      |                      |                      |                                                                                              |
| Partido                        | Partido                                       | Votos                | %                    | Bancas               | Electos                                                                                      |
|                                | Frente Justicialista                          | 4.439                | 58,37                | 3/4                  | - Claudio Daniel Peralta - Nilo Miguel Vilchez - María Elena D'Andrea                        |
|                                | Nueva Fuerza                                  | 1.382                | 18,17                | 1/4                  | - Augusto Cecilio Quiroga                                                                    |
|                                | Frente Juntos por San Luis                    | 1.079                | 14,19                |                      |                                                                                              |
|                                | Alianza Concertación Juntos para la Victoria  | 705                  | 9,27                 |                      |                                                                                              |
| Votos positivos                | Votos positivos                               | 7.605                | 81,11                |                      |                                                                                              |
| Votos en blanco                | Votos en blanco                               | 1.664                | 17,75                |                      |                                                                                              |
| Votos nulos                    | Votos nulos                                   | 107                  | 1,14                 |                      |                                                                                              |
| Participación                  | Participación                                 | 9.376                | 63,56                |                      |                                                                                              |
| Electores registrados          | Electores registrados                         | 14.752               | 100                  |                      |                                                                                              |
| General Pedernera 10 Diputados |                                               |                      |                      |                      |                                                                                              |
| Partido                        | Partido                                       | Votos                | %                    | Bancas               | Electos                                                                                      |
|                                | Frente Justicialista                          | 16.907               | 32,81                | 4/10                 | - Joaquín Juan Surroca - Luis Guillermo Zavala - Ivone Ruiz de Miranda - Luis Héctor Foresto |
|                                | Frente Juntos por San Luis                    | 12.891               | 25,01                | 3/10                 | - Eduardo Marcelo Gargiulo - Héctor Carlos Berro - Mónica Ruti                               |
|                                | Partido Unión y Libertad                      | 6.960                | 13,50                | 1/10                 | - Carlos Alberto Cobo                                                                        |
|                                | Movimiento Popular Malvinense                 | 4.335                | 8,41                 | 1/10                 | - Alberto Manuel Magallanes                                                                  |
|                                | Alianza Concertación Juntos para la Victoria  | 3.687                | 7,15                 | 1/10                 | - Eduardo Luis Estrada Dubor                                                                 |
|                                | Movimiento de Acción Vecinal                  | 2.924                | 5,67                 |                      |                                                                                              |
|                                | Nueva Integración                             | 1.414                | 2,74                 |                      |                                                                                              |
|                                | Partido Socialista                            | 1.228                | 2,38                 |                      |                                                                                              |
|                                | Movimiento por la Dignidad y la Independencia | 1.190                | 2,31                 |                      |                                                                                              |
|                                | Partido de la Victoria                        | 1                    | 0,00                 |                      |                                                                                              |
| Votos positivos                | Votos positivos                               | 51.537               | 88,60                |                      |                                                                                              |
| Votos en blanco                | Votos en blanco                               | 6.474                | 11,13                |                      |                                                                                              |
| Votos nulos                    | Votos nulos                                   | 158                  | 0,27                 |                      |                                                                                              |
| Participación                  | Participación                                 | 58.169               | 70,17                |                      |                                                                                              |
| Electores registrados          | Electores registrados                         | 82.896               | 100                  |                      |                                                                                              |
| General San Martín 3 Diputados |                                               |                      |                      |                      |                                                                                              |
| Partido                        | Partido                                       | Votos                | %                    | Bancas               | Electos                                                                                      |
|                                | Frente Justicialista                          | 1.789                | 55,40                | 2/3                  | - Carmelo Eduardo Mirábile - Teresa Lobos Sarmiento                                          |
|                                | Partido Unión y Libertad                      | 1.432                | 44,35                | 1/3                  | - Héctor Alejandro Hernández                                                                 |
|                                | Frente Juntos por San Luis                    | 8                    | 0,25                 |                      |                                                                                              |
| Votos positivos                | Votos positivos                               | 3.229                | 99,17                |                      |                                                                                              |
| Votos en blanco                | Votos en blanco                               | 25                   | 0,77                 |                      |                                                                                              |
| Votos nulos                    | Votos nulos                                   | 2                    | 0,06                 |                      |                                                                                              |
| Participación                  | Participación                                 | 3.256                | 76,07                |                      |                                                                                              |
| Electores registrados          | Electores registrados                         | 4.280                | 100                  |                      |                                                                                              |

### Cámara de Senadores
| ← 2005 · Cámara de Senadores · 2009 → | ← 2005 · Cámara de Senadores · 2009 →         | ← 2005 · Cámara de Senadores · 2009 → | ← 2005 · Cámara de Senadores · 2009 → | ← 2005 · Cámara de Senadores · 2009 → |
| Partido                               | Partido                                       | Votos                                 | %                                     | Bancas                                |
| ------------------------------------- | --------------------------------------------- | ------------------------------------- | ------------------------------------- | ------------------------------------- |
|                                       | Frente Justicialista                          | 68.917                                | 64,15                                 | 4/5                                   |
|                                       | Partido Socialista                            | 8.797                                 | 8,19                                  |                                       |
|                                       | Unión Cívica Radical                          | 7.364                                 | 6,85                                  |                                       |
|                                       | Frente Juntos por San Luis                    | 5.911                                 | 5,50                                  |                                       |
|                                       | Partido Nuevo                                 | 5.419                                 | 5,04                                  |                                       |
|                                       | Partido Unión y Libertad                      | 4.430                                 | 4,12                                  | 1/5                                   |
|                                       | Partido de la Victoria                        | 2.880                                 | 2,68                                  |                                       |
|                                       | Movimiento por la Dignidad y la Independencia | 2.849                                 | 2,65                                  |                                       |
|                                       | Nueva Fuerza                                  | 794                                   | 0,74                                  |                                       |
|                                       | Alianza Concertación Juntos para la Victoria  | 73                                    | 0,07                                  |                                       |
| Votos positivos                       | Votos positivos                               | 107.434                               | 85,25                                 |                                       |
| Votos en blanco                       | Votos en blanco                               | 13.431                                | 10,66                                 |                                       |
| Votos nulos                           | Votos nulos                                   | 5.156                                 | 4,09                                  |                                       |
| Participación                         | Participación                                 | 126.021                               | 68,92                                 |                                       |
| Electores registrados                 | Electores registrados                         | 182.860                               | 100                                   |                                       |
| Fuente:                               |                                               |                                       |                                       |                                       |

#### Resultados por departamentos
| Chacabuco 1 Senador        | Chacabuco 1 Senador                           | Chacabuco 1 Senador | Chacabuco 1 Senador | Chacabuco 1 Senador      |
| Partido                    | Partido                                       | Votos               | %                   | Electo                   |
| -------------------------- | --------------------------------------------- | ------------------- | ------------------- | ------------------------ |
|                            | Frente Justicialista                          | 4.566               | 69,10               | - Mirta Beatriz Ochoa    |
|                            | Frente Juntos por San Luis                    | 1.248               | 18,89               |                          |
|                            | Nueva Fuerza                                  | 794                 | 12,02               |                          |
| Votos positivos            | Votos positivos                               | 6.608               | 77,63               |                          |
| Votos en blanco            | Votos en blanco                               | 1.887               | 22,17               |                          |
| Votos nulos                | Votos nulos                                   | 17                  | 0,20                |                          |
| Participación              | Participación                                 | 8.512               | 57,70               |                          |
| Electores registrados      | Electores registrados                         | 14.752              | 100                 |                          |
| Coronel Pringles 1 Senador |                                               |                     |                     |                          |
| Partido                    | Partido                                       | Votos               | %                   | Electo                   |
|                            | Frente Justicialista                          | 3.173               | 54,97               | - Héctor Hugo Mugnaini   |
|                            | Partido Unión y Libertad                      | 1.075               | 18,62               |                          |
|                            | Frente Juntos por San Luis                    | 993                 | 17,20               |                          |
|                            | Partido de la Victoria                        | 458                 | 7,93                |                          |
|                            | Alianza Concertación Juntos para la Victoria  | 73                  | 1,26                |                          |
| Votos positivos            | Votos positivos                               | 5.772               | 76,91               |                          |
| Votos en blanco            | Votos en blanco                               | 23                  | 0,31                |                          |
| Votos nulos                | Votos nulos                                   | 1.710               | 22,78               |                          |
| Participación              | Participación                                 | 7.505               | 74,93               |                          |
| Electores registrados      | Electores registrados                         | 10.016              | 100                 |                          |
| Gobernador Dupuy 1 Senador |                                               |                     |                     |                          |
| Partido                    | Partido                                       | Votos               | %                   | Electo                   |
|                            | Partido Unión y Libertad                      | 3.355               | 54,87               | - Sergio Gustavo Freixes |
|                            | Frente Justicialista                          | 2.370               | 38,76               |                          |
|                            | Frente Juntos por San Luis                    | 388                 | 6,35                |                          |
|                            | Partido Socialista                            | 1                   | 0,02                |                          |
|                            | Movimiento por la Dignidad y la Independencia | 1                   | 0,02                |                          |
| Votos positivos            | Votos positivos                               | 6.115               | 93,76               |                          |
| Votos en blanco            | Votos en blanco                               | 404                 | 6,19                |                          |
| Votos nulos                | Votos nulos                                   | 3                   | 0,05                |                          |
| Participación              | Participación                                 | 6.522               | 79,65               |                          |
| Electores registrados      | Electores registrados                         | 8.188               | 100                 |                          |
| Junín 1 Senador            |                                               |                     |                     |                          |
| Partido                    | Partido                                       | Votos               | %                   | Electo                   |
|                            | Frente Justicialista                          | 7.056               | 63,17               | - Gloria Isabel Petrino  |
|                            | Frente Juntos por San Luis                    | 3.282               | 29,38               |                          |
|                            | Partido Socialista                            | 828                 | 7,41                |                          |
|                            | Movimiento por la Dignidad y la Independencia | 3                   | 0,03                |                          |
| Votos positivos            | Votos positivos                               | 11.169              | 78,14               |                          |
| Votos en blanco            | Votos en blanco                               | 1.930               | 13,50               |                          |
| Votos nulos                | Votos nulos                                   | 1.194               | 8,35                |                          |
| Participación              | Participación                                 | 14.293              | 76,58               |                          |
| Electores registrados      | Electores registrados                         | 18.665              | 100                 |                          |
| La Capital 1 Senador       |                                               |                     |                     |                          |
| Partido                    | Partido                                       | Votos               | %                   | Electo                   |
|                            | Frente Justicialista                          | 51.752              | 66,54               | - María Antonia Salino   |
|                            | Partido Socialista                            | 7.968               | 10,25               |                          |
|                            | Unión Cívica Radical                          | 7.364               | 9,47                |                          |
|                            | Partido Nuevo                                 | 5.419               | 6,97                |                          |
|                            | Movimiento por la Dignidad y la Independencia | 2.845               | 3,66                |                          |
|                            | Partido de la Victoria                        | 2.422               | 3,11                |                          |
| Votos positivos            | Votos positivos                               | 77.770              | 87,20               |                          |
| Votos en blanco            | Votos en blanco                               | 9.187               | 10,30               |                          |
| Votos nulos                | Votos nulos                                   | 2.232               | 2,50                |                          |
| Participación              | Participación                                 | 89.189              | 67,96               |                          |
| Electores registrados      | Electores registrados                         | 131.239             | 100                 |                          |